# Johannes församling, Helsingfors

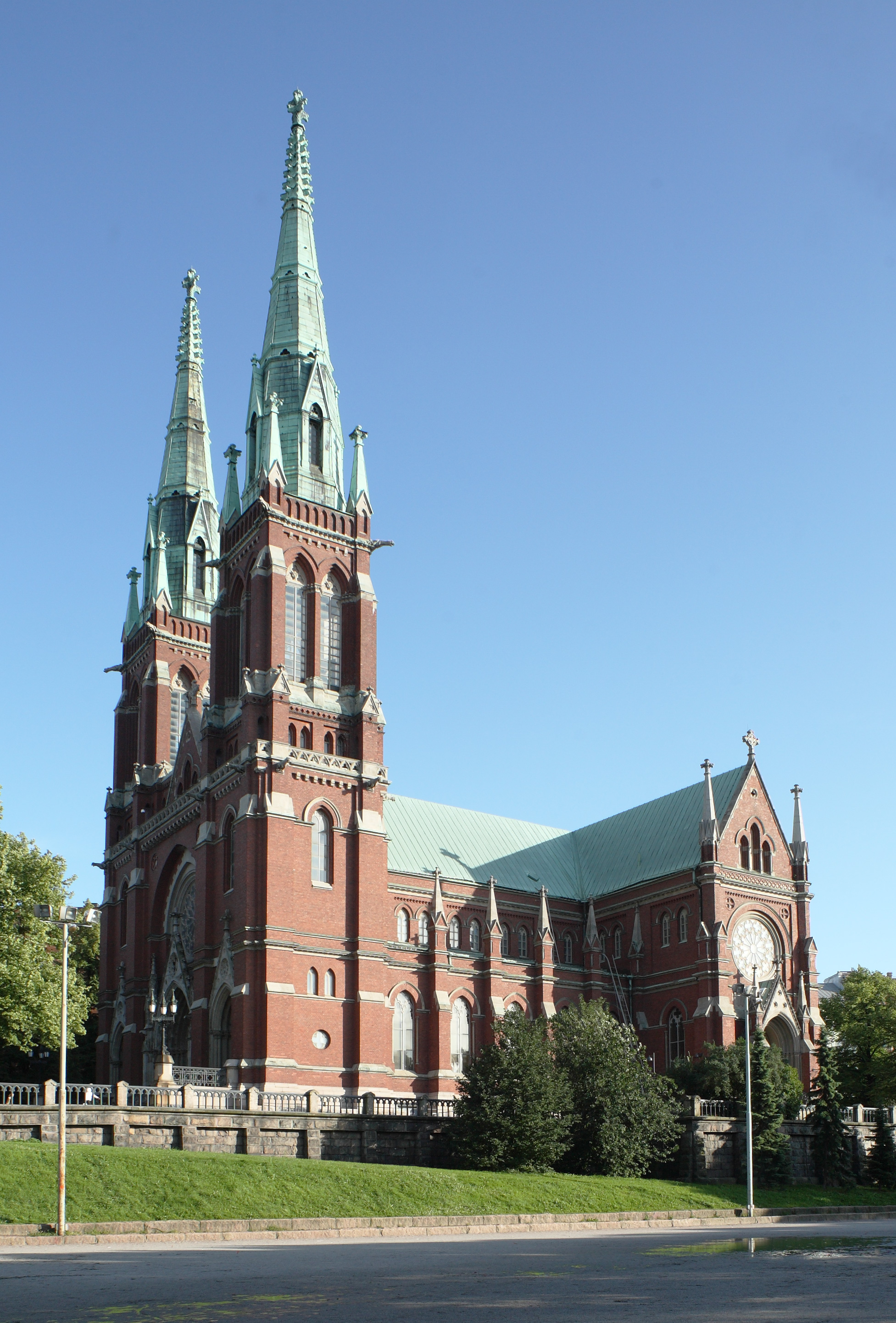
Johanneskyrkan

Johannes församling är en svenskspråkig församling i södra Helsingfors, Finland och som hör till Borgå stift i Evangelisk-lutherska kyrkan i Finland. Församlingen grundades 2009 genom sammanslagning av Norra svenska församlingen, Södra svenska församlingen och Tomas församling. Församlingen omfattar 11 691 svenskspråkiga medlemmar av kyrkan (08/2018) i södra och centrala Helsingfors.
Församlingens kyrkor är Johanneskyrkan (1891) och S:t Jacobs kyrka (1958) på Drumsö. 
Kyrkoherde är Johan Westerlund.

## Kyrkoherdar
- 2009–2014: Stefan Djupsjöbacka
- 2014→: Johan Westerlund